# Henry Rollins
Henry Lawrence Garfield, más conocido como Henry Rollins (13 de febrero de 1961, Washington D. C.), es un vocalista, músico, actor, humorista y activista político estadounidense.
Tras fundar en Washington D. C. la banda State Of Alert (S.O.A) en 1980, se traslada a California para ser el vocalista, entre 1981 y 1986, de la mítica banda de hardcore Black Flag. Tras la separación del grupo, crea el sello discográfico 2.13.61 Inc. con el que lanzará varios discos de monólogos, discursos y los trabajos de la Rollins Band, grupo con el que irá de gira sin pausa entre 2003 y 2006. En ese tiempo colaboró en temas de bandas como Misfits, Bad Brains, Tool, Tony Iommi, Iggy Pop y William Shatner.
Fuera de la música ha participado en varias películas, documentales y series como en la aclamada Sons of Anarchy en la que interpreta al neonazi AJ Weston. También ha participado en campañas a favor de la liberación de los West Memphis Three y de Mumia Abu-Jamal, ha escrito varios libros, ha doblado voces en la versión audiolibro de la novela Guerra Mundial Z, así como de varios videojuegos y ha colaborado con el blog "Politics & Power". También se dedicó a luchar por los derechos humanos en los Estados Unidos, particularmente por los derechos LGBT.
Durante 2003 estuvo dando conciertos para las tropas estadounidenses desplazadas en misiones de combate en Irak, pero manteniendo su mensaje antibelicista. En uno de sus conciertos llegó a decir: "No dejéis que vuestro comandante os mienta, para eso está vuestro presidente")...

## Vida pasada
Rollins nació en 1961 en Washington D. C., y creció en el barrio Glover Park. Hijo único, sus padres se divorciaron cuando él era muy pequeño. Desde temprana edad, padeció de baja autoestima y poca atención. Fue criado por su madre Iris, quien le enseñó a leer antes de ingresar a la escuela. Sin embargo, debido a su mala conducta y sus malas notas, luego de comenzar sus estudios lo mandaron a la Bullis Scholl, una preparatoria en Potomac (Maryland) en donde, según sus dichos, le enseñaron el sentido de la disciplina y del fuerte trabajo ético. Fue en allí donde el artista comenzó a escribir.

## Carrera musical

### State of Alert
Después de la secundaria, asistió un semestre a la Universidad Americana en Washington D. C., pero fue expulsado en diciembre de 1979. Comenzó a trabajar en empleos por el salario mínimo, incluyendo un trabajo como mensajero para el National Institutes of Health (Estados Unidos). Rollins desarrolló un interés en el punk rock después de que su amigo Ian MacKaye consiguiera una copia de álbum debut de Ramones; él, luego, lo describió como una "revelación". Desde 1979 a 1980, comenzó a trabajar como personal de apoyo para bandas de Washington, incluyendo a los Teen Idles. Cuando el cantante Nathan Strejcek no asistió a un ensayo de la banda,  convenció a los Teen Idles de reemplazarlo ese día. La habilidad de Rollins se dispersó por la escena punk rock de Washington; también a veces subía al escenario a cantar junto con los Bad Brains
En 1980, la banda The Extorts oriunda de Washington, pierde a su frontman Lyle Preslar de Minor Threat. Rollins reunió al resto de la banda y formó State of Alert convirtiéndose así en su vocalista. Compuso las letras de cinco canciones de la banda. S.O.A., registró un solo EP titulado "No Policy" lanzado en 1981 por la discográfica de MacKaye Dischord Records. La banda se disolvió después de una docena de shows en directo y de haber editado un EP. Rollins había disfrutado siendo el líder de la banda, y se había ganado una reputación por pelear con la audiencia en sus espectáculos. El luego dijo: "Yo tenía 19 años y era un joven lleno de humo [...] Amaba entrar en líos." Durante este tiempo, Rollins se había convertido en el gerente de Georgetown Häagen-Dazs la tienda de Helados; con su empleo ayudó a financiar el EP de S.O.A.

### Black Flag

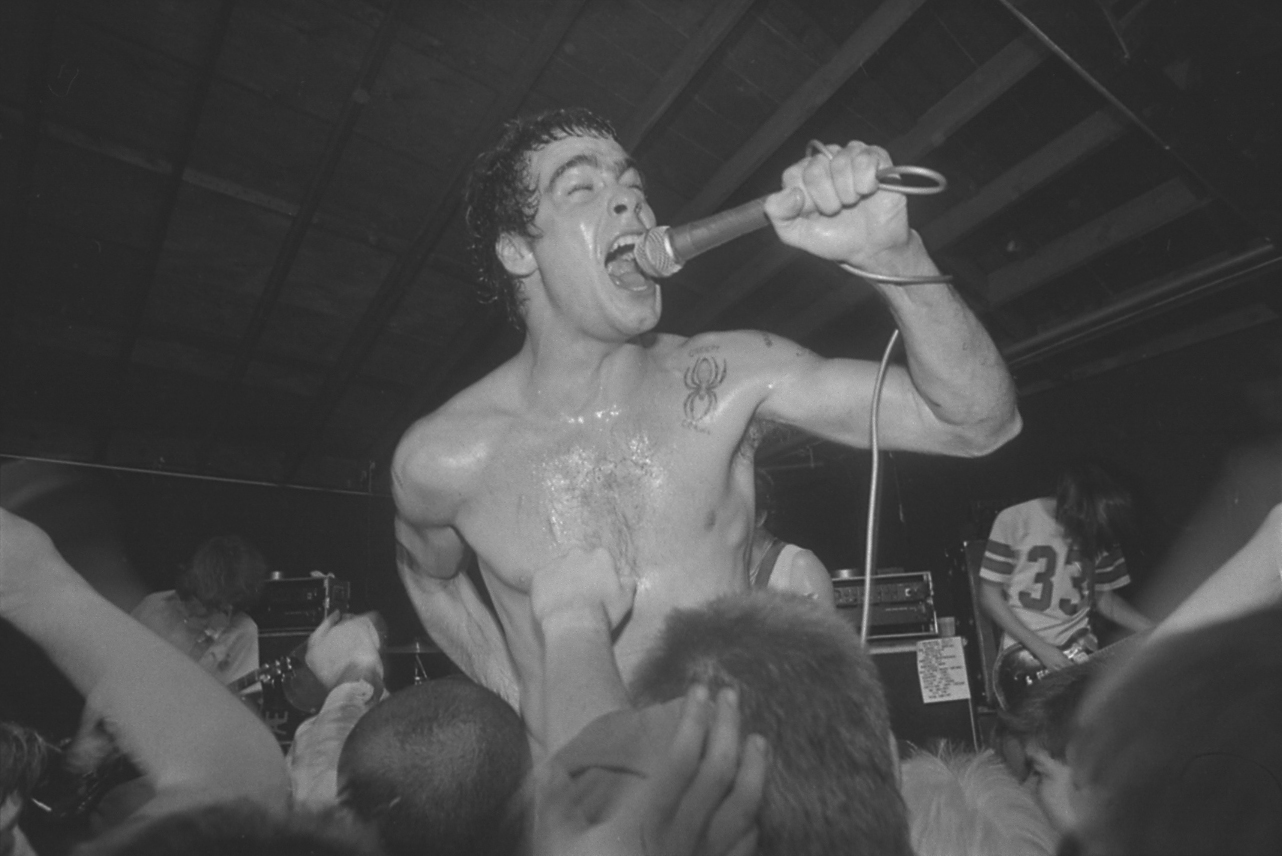
Rollins actuando con Black Flag en 1983.

En 1980, un amigo le dio a Rollins y a MacKaye una copia del EP "Nervous Breakdown" de Black Flag. Pronto se hizo fanático de la banda, mantenía correspondencia con el bajista Chuck Dukowski, este mismo lo invitó a que se alojara en la casa de sus padres para que asistiera a un concierto de la banda en East Coast en diciembre de 1980.
Cuando Black Flag regresó a East Coast en 1981,asistió a tantos conciertos como pudo. En un espectáculo improvisado en un bar de Nueva York, Dez Cadena el vocalista de la banda por aquella época, le permitió a Rollins cantar la canción "Clocked In", ya que Rollins tenía cinco horas de viaje en auto hasta Washington D. C., para volver a su trabajo después de la actuación.
Sin que Rollins lo supiera, Cadena quería dejar de cantar pasarse a la guitarra, por lo que los miembros de Black Flag buscaban un nuevo vocalista. La banda quedó impresionada por la forma de cantar de Rollins y por su comportamiento en el escenario. Al día siguiente, después de una audición semiformal en los estudios Tu Casa de Nueva York, le pidieron que fuera el vocalista permanente. A pesar de tener algunas dudas, aceptó, en parte por el estímulo de MacKaye. Su alto nivel de energía y la intensa personalidad eran adecuadas para el estilo de la banda, pero diversos gustos musicales fueron un factor clave en la formación que Rollins tuvo como cantante; el fundador de la banda Greg Ginn
fue creciendo creativamente y quería un cantante que estuviera dispuesto a ir más allá del simple punk de tres acordes.

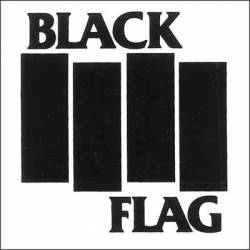
El logo de la banda creado por Raymond Pettibon

Antes de entrar a Black Flag en 1981, Rollins renunció a su trabajo en Häagen-Dazs, vendió su coche y se mudó a Los Ángeles. Una vez en Los Ángeles, Rollins se tatuó el logo de Black Flag en su bíceps izquierdo y eligió el nombre artístico de Rollins, un apellido que él y MacKaye utilizaban en la adolescencia. Rollins tocó su primer show con Black Flag el 21 de agosto de 1981 en Cuckoo's Nest de Costa Mesa, California. Tuvo un entorno complicado en Los Ángeles; la policía pronto se dio cuenta de que era miembro de Black Flag, y por ello comenzó a ser acosado. Rollins luego dijo: "Eso realmente me asustó. Me asustó que un adulto hiciera eso. [...] Eso me abrió sobremanera mis pequeños ojos."
Antes de los conciertos, mientras el resto de la banda afinaba los instrumentos, daba zancadas por el escenario vestido solo con unos pantalones cortos negros, rechinando los dientes y apretando una bola de billar. Su personaje escénico impresionó a varios críticos en 1982, después de un show en Anacortes (Washington), el crítico de Sub Pop Calvin Johnson escribió: "Henry era increíble. Paseándose de un lado a otro, embistiéndose, tambaleándose, gruñendo; todo era real, las emociones más intensas que he visto".
Para 1983, el personaje de Rollins lo estaba enajenando cada vez más del resto de los Black Flag's. Durante un show en Inglaterra,agredió a un miembro de la audiencia; Ginn después lo regañó, llamándolo "idiota machista". La disputa legal con Unicorn Records no le permitió a la banda hacer publicaciones hasta 1984, mientras que Ginn fue disminuyendo el tempo rítmico de las canciones para que pudieran seguir innovando. En agosto de 1983, el guitarrista Dez Cadena abandona la banda; existía una disputa entre Dukowski y Gin, quien buscaba que Dukowski abandonara la banda, antes de que Gin lo echara. En 1984 la música heavy metal influencio el álbum "My War" el cual cuenta con Rollins gritando y gimiendo en algunas canciones; los miembros de la banda también se dejaron crecer el pelo para confundir a la audiencia hardcore punk de la banda.
Black Flag cambió el estilo musical y de apariencia, que variaba respecto a la de sus aficionados originales, quienes centraron su descontento contra Rollins dándole puñetazos en la boca, clavándole bolígrafos, o arañándolo, entre otros métodos. A menudo se defendía arrastrándolos sobre el escenario y agrediéndolos. Rollins se alejó cada vez más de la enardecida audiencia, en su diario de gira, Rollins escribió: "Cuando me escupen, cuando me agarran, no me están haciendo daño. Cuando empujo y aprieto la carne de otro, es caer muy bajo respecto a lo que realmente quiero hacer con ellos. Durante la disputa legal con Unicornio, Rollins había iniciado un programa de levantamiento de pesas y para la gira de 1984 se había formado muy bien; el periodista Michael Azerrad luego comento "su poderoso físico era una metáfora para el blindaje emocional inexpugnable que estaba desarrollando en torno a sí mismo." Rollins respondió diciendo: "no, el entrenamiento físico era básicamente una manera de empujarme a mí mismo."

### Rollins Band y lanzamientos solistas

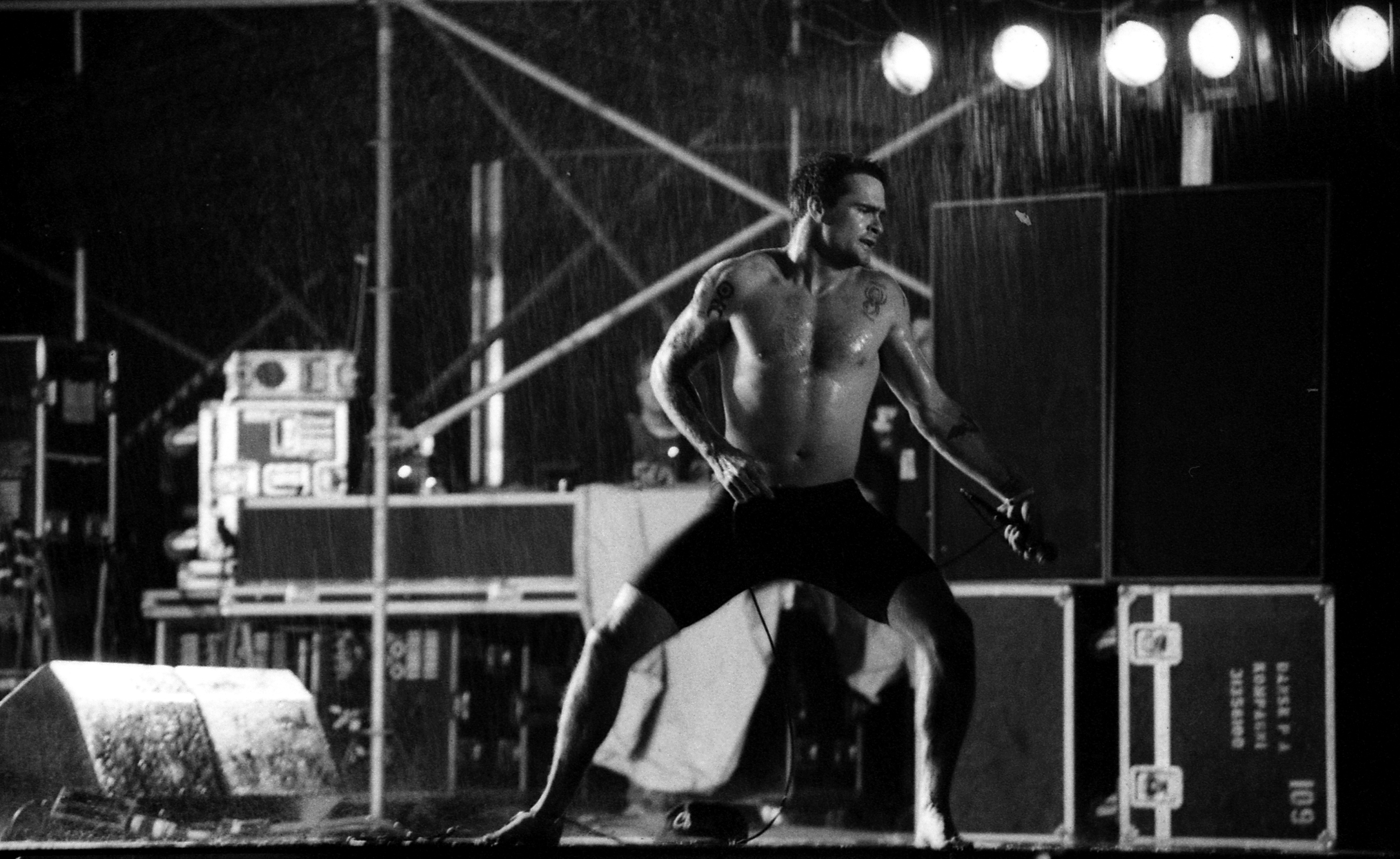
Rollins actuando con Rollins Band en 1993

Antes de que Black Flag se disolviera en 1986, Rollins ya había realizado giras solista empleando el estilo spoken word. Lanzó dos grabaciones solistas en 1987 Hot Animal Machine, en colaboración con el guitarrista Chris Haskett, y Drive by Shooting, grabado en los estudios "Henrietta Collins and the Wifebeating Childhaters"; Ese mismo año Rollins también editó su segundo álbum de spoken word, Big Ugly Mouth. Junto con Haskett, Rollins pronto sumó a Andrew Weiss y Sim Cain, ambos miembros del proyecto de Greg Gin llamado Gone, y llamaron al nuevo grupo Rollins Band. La banda salió de giras incansablemente y en 1987 lanzó su álbum debut Life Time, fue rápidamente acompañada por un álbum de outtakes y canciones en vivo llamado Do It. La banda siguió de gira por todo 1988; en 1989 se lanzaría el álbum, Hard Volume. Seguido de un registro en directo titulado, Turned On, y otro de spoken word, Live at McCabe's, todos en 1990.
1991 vio a Rollins Band firmando un contrato con la distribuidora Imago Records y figurando en el line-up del Lollapalooza Festival. Sin embargo, en diciembre de 1991, Rollins y su mejor amigo Joe Cole fueron acosado por dos ladrones armados afuera de la casa de Rollins. Cole murió de un disparo en la cabeza, Rollins escapo sin heridas, pero la policía sospechaba de él y lo detuvieron durante diez horas. Aunque traumatizado por la muerte de Cole,
escribió una crónica en su libro titulada Ahora verlo morir, Rollins continuó lanzando nuevo material en álbumes de spoken word, Human Butt apareció en 1992 bajo 2.13.61 Records, su propia compañía disquera. Rollins Band lanzó The End of Silence, el primer álbum de Rollins's que tuvo un puesto en los charts.
Al año siguiente, Rollins lanzó un álbum de spoken word doble titulado The Boxed Life. Rollins Band se embarcó en el tour promocional del álbum End of Silence; el bajista Weiss fue despedido y remplazado por el bajista de funk y jazz Melvin Gibbs. De acuerdo con el crítico Steve Huey el año 1994 significó un año de quiebre para Rollins. Rollins Band participa del festival Woodstock 94 y editó la placa Weight, la cual alcanzó el Billboard Top 40. Henry lanzó Get in the Van: On the Road With Black Flag, un disco doble en los cuales el lee su diario de gira con Black Flag; este ganó el Premio Grammy por Mejor álbum hablado. En 1994 Rollins fue nombrado "El Hombre del Año" por la revista de hombres Details y se convirtió en uno de los columnistas de la revista. Con el aumento de su popularidad, Rollins hizo varias apariciones en los canales norteamericanos musicales como MTV y VH1, también hizo su debut en Hollywood en la película The Chase (1994) actuando como oficial de policía.
En 1995, la disquera de Rollins, Imago Records, se declaró en bancarrota. Rollins comenzó a enfocarse en su carrera de spoken word. Lanzó Everything, una grabación de un capítulo del libro Eye Scream con free jazz de fondo, en 1996. Él continuó apareciendo en varios films incluyendo Heat, Johnny Mnemonic y Lost Highway. Rollins Band firmó con Dreamworks Records en 1997 y pronto lanzó Come in and Burn, pero no recibió tanta aclamación de la crítica como su material anterior, el mismo año lanzó Black Coffee Blues. En 1998, Rollins lanza Think Tank, si primer set en cinco años de spoken-word no relacionadas con libros.
Para 1998, Rollins consideró que la relación con su banda había llegado a su fin, y la formación del grupo se disolvió. Fue el productor de la banda de hard rock Mother Superior de Los Ángeles, y los invitó a formar la nueva formación de Rollins Band. El primer álbum, Get Some Go Again, fue lanzado dos años después. Rollins Band hizo varios álbumes más, incluyendo Nice de 2001 y Rise Above: 24 Black Flag Songs to Benefit the West Memphis Three de 2003. Después de 2003, la banda quedó inactiva ya que Rollins se dedicó a sus proyectos de radio y televisión. Durante 2006 en el programa Tom Green Live!, Rollins declaró que "nunca volverá a hacer música de nuevo", un sentimiento que reiteró en 2011 al hablar con la revista Trebuchet. En una entrevista con Culture Brats, Henry admitió que había renunciado a la música para siempre: "...y debo decir que la echo de menos todos los días. Honestamente no sé como podría hacer algo diferente con ella."

### Estilo musical
Como vocalista, Rollins adoptó un número de estilos a través de los años. Rollins se inició en la escena hardcore de Washington D. C. el periodista Michael Azerrad lo describió como un "convincente aullido ronco." Con State of Alert, Rollins "escupía las letras como un subastador bélico." Adoptó un estilo similar cuando ingresó a Black Flag en 1981. Para el álbum Damaged. Sin embargo, Black Flag comenzó a incorporar un swing beat en su estilo. Rollins abandonó su "ladrido" de las épocas de S.O.A. y adoptó el swing de la banda. Rollins luego explico: "Lo que estaba haciendo era una especie de combinado de estilos. La música era intensa y, bueno, yo era tan intenso como lo necesitaba." En ambas encarnaciones de Rollins Band, Henry combina el estilo spoken word con su tradicional estilo vocal en canciones como "Liar" (la canción comienza con un minuto de discurso hablado por Rollins), así como los ladridos en algunas canciones (como "Tearing" y "Starve"). Anthony DeCurtis de Rolling Stone calificó la voz de Rollins como una "chillante máquina de odio" y con un gran sello distintivo.
Con la Rollins Band, sus letras se centraron "casi exclusivamente en las cuestiones relativas a la integridad personal" de acuerdo con el crítico Geoffrey Welchman.

### Como productor
En los años 80, Henry Rollins produjo un álbum de canciones acústicas para el famoso asesino Charles Manson titulado Completion. Se suponía que el disco se lanzaría por SST Records, pero el proyecto fue posteriormente cancelado debido a que la discográfica recibió amenazas de muerte por colaborar con Manson. Solo fueron lanzados cinco copias de Completion, dos de los cuales permanecen en posesión de Rollins.

## Proyectos en radio y televisión
Desde su paso por Black Flag, Rollins estuvo involucrado en varios proyectos de distintos medios. Fue anfitrión de numerosos programas de radio, como “Harmony in my head” de la radio Indie 103, de programas televisivos como “The Henry Rollins Show”, “Batman del futuro”, “120 Minutes” y “Jackass” tuvo participaciones en series como “Welcome to Paradox”, “The Drew Carey Show”, “Teen Titans”, “Odd Job Jack” y “Californication”, y tuvo además participaciones habituales en “Shorty McShorts' Shorts” y “Sons of Anarchy”, donde interpretó durante 2009 a AJ Weston. Realizó además varios trabajos de voz, entre ellos para los videojuegos “Batman Beyond: Return of the Joker”, “Mace Griffin Bounty Hunter”, la película animada “Live Freaky Die Freaky” y la serie “American Dad!”.

## Vida personal
Henry Rollins no tiene creencias religiosas o espirituales, pero no se identifica como un ateo. Él sigue una dieta pescetariana (el único tipo de carne que come es de origen marino) y durante la mayor parte de su vida ha evitado ingerir drogas recreativas, incluyendo el alcohol. Rollins decidió no tener hijos.

## Carrera como actor
Rollins debutó ante las cámaras en 1985 con un pequeño papel en el corto “The Right Side of My Brain”. A partir de entonces, ha aparecido en varias películas y Series.
- The Chase, protagonizada por Charlie Sheen y Kristy Swanson
- Johnny Mnemonic (1994), con Keanu Reeves y Ice-T
- Heat (1995), protagonizada por Al Pacino y Robert De Niro.
- Carretera perdida, protagonizada por Bill Pullman y Patricia Arquette
- Jack Frost, con Michael Keaton y Kelly Preston
- Batman Beyond: Return of the Joker (2000), con Kevin Conroy y Mark Hamill
- Morgan's Ferry (2001), con Billy Zane y Kelly McGillis.
- Dogtown and Z-Boys (2001 documental)
- Scenes of the Crime, con Jeff Bridges y Noah Wyle
- The New Guy (2002), con Tommy Lee y DJ Qualls.
- Jackass: The Movie (2002) con Johnny Knoxville y Bam Margera.
- Feast, en la que trabajó junto a Eliza Dushku y Zooey Deschanel
- Def Jam Fight for NY (videojuego)(2004)
- Jackass Number Two (2006), con Preston Lacy, Steve-O y Chris Pontius.
- Bad Boys II, protagonizada por Will Smith y Martin Lawrence
- The Alibi
- Def Jam Fight for NY: The Takeover (videojuego)(2006)
- Wrong Turn 2: Dead End (2007)
- The Devil's Tomb, con Cuba Gooding Jr
- Sons of Anarchy (2008 Serie)
- H for Hunger (documental) (2009)
- William Shatner's Gonzo Ballet (documental) (2009)
- Green Lantern: Emerald Knights (2011) como Kilowog
- West of Memphis (documental) (2012)
- Downloaded (documental) (2013)
- He Never Died (2015), con Steven Ogg y Booboo Stewart[44]
- Gutterdämmerung (2015), with Iggy Pop and Grace Jones, directed by Björn Tagemose[45]
- Deadly Class (2019), como Jürgen Denke
- He Never Died (2015), como Jack / Cain

## Trabajos

### Con State of Alert
- No Policy (1981)
- tres canciones del álbum Flex Your Head (1982)

### Con Black Flag
- Damaged (1981)
- My War (1984)
- Family Man (1984)
- Slip It In (1984)
- Loose Nut (1985)
- In My Head (1985)

### Álbumes de estudio solista
- Hot Animal Machine (1987)
- Drive by Shooting (1987)

### Con Wartime (Weiss, Rollins)
- Fast Food for Thought (1990)

### Álbumes de estudio con Rollins Band
- Life Time (1987, relanzado en 1999)
- Do It (1987)
- Hard Volume (1989, relanzado en 1999)
- The End of Silence (1992, CD doble, relanzado en 2002)
- Weight (1994)
- Come In and Burn (1997)
- Get Some Go Again (2000)
- Nice (2001)
- Rise Above: 24 Black Flag Songs to Benefit the West Memphis Three (2002)

### Spoken word
- Short Walk on a Long Pier (1985)
- Big Ugly Mouth (1987)
- Sweatbox (1989)
- Live at McCabe's (1990)
- Human Butt (1992)
- The Boxed Life (1993)
- Think Tank (1998)
- Eric the Pilot (1999)
- A Rollins in the Wry (2001)
- Live at the Westbeth Theater (2001)
- Talk Is Cheap: Volume 1 (2003)
- Talk Is Cheap: Volume 2 (2003)
- Talk Is Cheap: Volume 3 (2004)
- Talk Is Cheap: Volume 4 (2004)
- Provoked (2008)
- Spoken Word Guy (2010)
- Spoken Word Guy 2 (2010)

### Documentales Spoken word
- Talking from the Box (1993)
- Henry Rollins Goes to London (1995)
- You Saw Me Up There (1998)
- Up for It (2001)
- Live at Luna Park (2004)
- Shock & Awe: The Tour (2005)
- Uncut from NYC (2007)
- Uncut from Israel (2007)
- San Francisco 1990 (2007)
- Live in the Conversation Pit (2008)

### Audio books
- Get in the Van: On the Road With Black Flag (1994)
- Everything (1996)
- Black Coffee Blues (1997)
- Nights Behind the Tree Line (2004)

### Participaciones especiales y colaboraciones
| Canción                            | Artista                            | Álbum | Año  |
| ---------------------------------- | ---------------------------------- | --- | ---- |
| "We Are 138"                       | Misfits                            | Evilive | 1982 |
| "Kick Out the Jams"                | Bad Brains                         | Pump Up the Volume                                                                                             | 1990 |
| "Let There Be Rock"                | Hard-Ons                           | Relanzamiento del sencillo                                                                                     | 1991 |
| "Bottom"                           | Tool                               | Undertow | 1993 |
| "Wild America"                     | Iggy Pop                           | American Caesar                                                                                                | 1993 |
| "Sexual Military Dynamics"         | Mike Watt                          | Ball-Hog or Tugboat?                                                                                           | 1995 |
| "Delicate Tendrils"                | Les Claypool and the Holy Mackerel | Highball with the Devil                                                                                        | 1996 |
| "T-4 Strain"                       | Goldie                             | Spawn Soundtrack                                                                                               | 1997 |
| "War"                              | Bone Thugs-n-Harmony & Edwin Starr | Small Soldiers                                                                                                 | 1998 |
| "Laughing Man (In the Devil Mask)" | Tony Iommi                         | Iommi | 2000 |
| "I Can't Get Behind That"          | William Shatner                    | Has Been | 2004 |
| Todos los tracks de                | The Flaming Lips                   | The Flaming Lips and Stardeath and White Dwarfs with Henry Rollins and Peaches Doing the Dark Side of the Moon | 2009 |

### Ensayos
- As We See It, un ensayo editorial en Stereophile magazine.[46]